# تشين تشونغوي
تشين تشونغوِي (بالصينية: 陈中伟) ـ (1 أكتوبر 1929 ـ 23 مارس 2004) هو جراح عظام صيني تخصص في الجراحة المجهرية، يعد من رواد عمليات إعادة توصيل الأطراف المبتورة في العالم.

## حياته
ولد تشين في نينغبو في 1 أكتوبر 1929، وتخرج سنة 1954 في الكلية الطبية الثانية في شنغهاي، وصار لاحقًا نائبًا لمدير مستشفى الشعب السادس في شنغهاي. في سنة 1981، انتُخب مفوضًا للأكاديمية الصينية للعلوم، كما رأس الجمعية الدولية للجراحة المجهرية الترميمية (بالإنجليزية: International Society for Reconstructive Microsurgery) في الفترة من 1985 إلى 1988، وصار عضوًا بالأكاديمية العالمية للعلوم سنة 1986.
اشتهر تشين بعد نجاحه في إعادة توصيل اليد اليمنى لعامل صناعي صيني يدعى وانغ كونبو سنة 1963، وقد عمل تشين فيما بعد على تطوير وتحسين تقنيات إعادة زرع الأعضاء المبتورة، مما رفع من معدلات نجاح مثل هذه الجراحات الدقيقة والمعقدة.

## وفاته
توفي تشين في شنغهاي في 23 مارس 2004، إثر سقوطه من شرفة شقته.